# Italo Vegliante
Pour les articles homonymes, voir Vegliante.
 (octobre 2022).
La mise en forme du texte ne suit pas les recommandations de Wikipédia : il faut le « wikifier ».
Les points d'amélioration suivants sont les cas les plus fréquents. Le détail des points à revoir est peut-être précisé sur la page de discussion.
- Les titres sont pré-formatés par le logiciel. Ils ne sont ni en capitales, ni en gras.
- Le texte ne doit pas être écrit en capitales (les noms de famille non plus), ni en gras, ni en italique, ni en « petit »…
- Le gras n'est utilisé que pour surligner le titre de l'article dans l'introduction, une seule fois.
- L'italique est rarement utilisé : mots en langue étrangère, titres d'œuvres, noms de bateaux, etc.
- Les citations ne sont pas en italique mais en corps de texte normal. Elles sont entourées par des guillemets français : « et ».
- Les listes à puces sont à éviter, des paragraphes rédigés étant largement préférés. Les tableaux sont à réserver à la présentation de données structurées (résultats, etc.).
- Les appels de note de bas de page (petits chiffres en exposant, introduits par l'outil «  Source ») sont à placer entre la fin de phrase et le point final[comme ça].
- Les liens internes (vers d'autres articles de Wikipédia) sont à choisir avec parcimonie. Créez des liens vers des articles approfondissant le sujet. Les termes génériques sans rapport avec le sujet sont à éviter, ainsi que les répétitions de liens vers un même terme.
- Les liens externes sont à placer uniquement dans une section « Liens externes », à la fin de l'article. Ces liens sont à choisir avec parcimonie suivant les règles définies. Si un lien sert de source à l'article, son insertion dans le texte est à faire par les notes de bas de page.
- La présentation des références doit suivre les conventions bibliographiques. Il est recommandé d'utiliser les modèles {{Ouvrage}}, {{Chapitre}}, {{Article}}, {{Lien web}} et/ou {{Bibliographie}}. Le mode d'édition visuel peut mettre en forme automatiquement les références.
- Insérer une infobox (cadre d'informations à droite) n'est pas obligatoire pour parachever la mise en page.

Pour une aide détaillée, merci de consulter Aide:Wikification.
Si vous pensez que ces points ont été résolus, vous pouvez retirer ce bandeau et améliorer la mise en forme d'un autre article.
Italo Vegliante est un chanteur, guitariste et acteur italien né le 27 avril 1959 à Rome.

## Biographie
Vegliante est connu à la fois pour ses qualités de chanteur et de guitariste, mais aussi pour sa capacité à produire des bruits à l'aide de sa voix. Son talent a été révélé au grand public quand il a réinterprété avec ses bruitages le générique de La Panthère rose de Blake Edwards, réalisé par Henry Mancini. Pour cette raison, il est également connu sous le nom d'Er Pantera ou de Panthère rose, noms qu'il gardera parfois dans certains films. 
En effet, Vegliante est également acteur : en 1978, il interprète le rôle d'un guitariste dans le film Zerofobia qui précède la sortie de l'album homonyme de Renato Zero. En 1981, joue dans Et mon cul, c'est du poulet ? de Francesco Massaro. L'année d'après, il joue avec Roberto Gallozzi dans le film Che casino ... con Pierino!, réalisé par Bitto Albertini.
Dans la première moitié des années 1980, il participe à l'émission Drive In d'Antonio Ricci dans laquelle il reprend avec Jimmy il Fenomeno des sketches d'Ezio Greggio.
En 2011, il fait son retour à la télévision dans l'émission de Rai 2 "Stracult" présentée par Marco Giusti. Entre 2013 et 2015, il entre dans le casting fixe de l'émission.
De 2014 à 2017, il est, avec le transformiste et chanteur Saro Zero, au casting de la pièce de théâtre de Nicola Vicidomini, Scapezzo, réalisée par Deborah Farina. Le spectacle a eu un grand succès, à tel point que la tournée en Italie s'est entièrement réalisée à guichets fermés.
En 2017, une vidéo de Vegliante faisant les bruitages de western spaghetti est publiée sur YouTube. La vidéo est visionnée des millions de fois, le faisant connaitre à l'étranger.
En 2020, il participe à Tú sí que vales (équivalent italien de La France a un incroyable talent) et passe au deuxième tour, avec validation des quatre jurés.

## Filmographie

### Au cinéma
- Miracoloni, réalisé par Francesco Massaro (1981)[9]
- Et mon cul, c'est du poulet ?, réalisé par Francesco Massaro (1981)[2]
- W la foca, de Nando Cicero (1982)[10]
- Che casino... con Pierino!, réalisé par Bitto Albertini (1982)[3]
- Cuando calienta el sol ... vamos alla playa, réalisé par Mino Guerrini (1983)
- Se tutto va bene siamo rovinati, réalisé par Sergio Martino (1984)
- 2020 Texas Gladiators, réalisé par Joe D'Amato (1984)
- Mezzo destro mezzo sinistro - 2 salciatori senza pallone, réalisé par Sergio Martino (1985)
- Il set del piacere, réalisé par Paolo Di Tosto (1986)[11]
- La voce della luna, réalisé par Federico Fellini (1990)
- Nestore, l'ultima corsa, réalisé par Alberto Sordi (1994)

### A la télévision
- Un commissario a Roma, réalisé par Luca Manfredi - série télévisée (1993)
- Speravo de morì prima, réalisé par Luca Ribuoli - mini-série télévisée (2021) [12]

## Émissions télévisées
- Bim bum bam, réalisé par Maurizio Pagnussat (1982)
- Drive In, réalisé par Giancarlo Nicotra et Beppe Recchia (1983-1988)
- Ricomincio da due, réalisé par Sergio Japino (1990-1991)